# Тиниан (аэропорт)
Международный аэропорт Тиниан (англ. Tinian International Airport или West Tinian Airport; ИАТА: TIQ, ИКАО: PGWT, FAA LID: TNI), также Аэропорт Западного Тиниана — международный аэропорт, расположенный на острове Тиниан в Содружестве Северных Марианских Островов. Этот аэропорт принадлежит Управлению портов Содружества.

## История
Аэропорт был создан на месте Вест-Филд времён Второй мировой войны.
Строительство новой взлётно-посадочной полосы  началось за два года до образования MIAA по инициативе Конгресса США и Федерального управления гражданской авиации. К 15 декабря 1975 года военная посадочная полоса, ранее покрытая джунглями, превратилась в современную взлётно-посадочную полосу.
Чтобы финансировать строительство терминала, правительство округа Марианас пригласило фирмы к участию в тендере на право заключения эксклюзивного пятнадцатилетнего контракта на беспошлинную торговлю. Компания «Duty Free Shoppers, Ltd.» выиграла тендер и заняла постоянное место в истории Международного аэропорта Сайпана, который официально открылся 25 июля 1976 года.
В июне 1977 года авиакомпания Continental Airlines получила маршрут прямого сообщения между Сайпаном и Токио. Четыре месяца спустя к Continental присоединилась Japan Airlines, открывшая прямое сообщение. С тех пор трафик постоянно рос, добавлялись новые маршруты с новыми авиакомпаниями и новыми услугами.
В 1981 году в соответствии с Законом 2-48 было создано Управление портов Содружества (CPA), которому было поручено управление и эксплуатация всех аэропортов и морских портов на Северных Марианских Островах. С момента создания, Управление портами управляется Советом директоров из семи членов, назначаемых губернатором по рекомендации и с согласия Сената Законодательного собрания Содружества. Совет назначает исполнительного директора для реализации целей и задач Управления, а также для надзора за его повседневной деятельностью и управлением.